# Antigua e Barbuda ai Giochi della XXIII Olimpiade
Antigua e Barbuda partecipò ai Giochi della XXIII Olimpiade, svoltisi a Los Angeles, Stati Uniti, dal 28 luglio al 12 agosto 1984, con una delegazione di 14 atleti impegnati in tre discipline.

## Delegazione
| Sport            | Uomini | Donne | Totale |
| ---------------- | ------ | ----- | ------ |
| Atletica leggera | 6      | 4     | 10     |
| Ciclismo         | 3      | -     | 3      |
| Vela             | 1      | -     | 1      |
| Totale           | 10     | 4     | 14     |

## Risultati

### Atletica leggera
| Q | Qualificato al turno successivo per la posizione in qualificazione                                                           |
| q | Qualificato per il turno successivo per ripescaggio o, negli eventi su campo, conquistando la misura minima per qualificarsi |

Maschile
Eventi su pista e strada
| Atleta                                                   | Evento                | Batteria | Batteria  | Quarti di finale | Quarti di finale | Semifinali      | Semifinali      | Finale          | Finale          |
| Atleta                                                   | Evento                | Tempo    | Posizione | Tempo            | Posizione        | Tempo           | Posizione       | Tempo           | Posizione       |
| -------------------------------------------------------- | --------------------- | -------- | --------- | ---------------- | ---------------- | --------------- | --------------- | --------------- | --------------- |
| Anthony Henry                                            | 100 m                 | 10"99    | 7º        | non qualificato  | non qualificato  | non qualificato | non qualificato | non qualificato | non qualificato |
| Larry Miller                                             | 200 m                 | 21"93    | 6º        | non qualificato  | non qualificato  | non qualificato | non qualificato | non qualificato | non qualificato |
| Alfred Browne                                            | 400 m                 | 47"29    | 5º        | non qualificato  | non qualificato  | non qualificato | non qualificato | non qualificato | non qualificato |
| Dale Jones                                               | 800 m                 | 1'51"52  | 6º        | non qualificato  | non qualificato  | non qualificato | non qualificato | non qualificato | non qualificato |
| Dale Jones                                               | 1500 m                | 3'55"65  | 7º        | non qualificato  | non qualificato  | non qualificato | non qualificato | non qualificato | non qualificato |
| Anthony Henry Lester Benjamin Alfred Browne Larry Miller | Staffetta 4×100 metri | 40"70    | 5ª        | non qualificati  | non qualificati  | non qualificati | non qualificati | non qualificati | non qualificati |
| Alfred Browne Larry Miller Howard Lindsay Dale Jones     | Staffetta 4×400 metri | 3'10"95  | 5ª        | non qualificati  | non qualificati  | non qualificati | non qualificati | non qualificati | non qualificati |

Eventi su campo
| Atleta          | Evento         | Qualificazioni | Qualificazioni | Finale          | Finale          |
| Atleta          | Evento         | Distanza       | Posizione      | Distanza        | Posizione       |
| --------------- | -------------- | -------------- | -------------- | --------------- | --------------- |
| Lester Benjamin | Salto in lungo | 7,57           | 15º            | non qualificato | non qualificato |

Femminile
Eventi su pista e strada
| Atleta                                                      | Evento                | Batteria | Batteria  | Quarti di finale | Quarti di finale | Semifinali      | Semifinali      | Finale          | Finale          |
| Atleta                                                      | Evento                | Tempo    | Posizione | Tempo            | Posizione        | Tempo           | Posizione       | Tempo           | Posizione       |
| ----------------------------------------------------------- | --------------------- | -------- | --------- | ---------------- | ---------------- | --------------- | --------------- | --------------- | --------------- |
| Ruperta Charles                                             | 100 m                 | 12"04    | 7ª        | non qualificata  | non qualificata  | non qualificata | non qualificata | non qualificata | non qualificata |
| Jocelyn Joseph                                              | 400 m                 | 53"63    | 7ª        | non qualificata  | non qualificata  | non qualificata | non qualificata | non qualificata | non qualificata |
| Laverne Bryan                                               | 800 m                 | 2'11"44  | 6ª        | non qualificata  | non qualificata  | non qualificata | non qualificata | non qualificata | non qualificata |
| Laverne Bryan                                               | 1500 m                | 4'32"44  | 11ª       | non qualificata  | non qualificata  | non qualificata | non qualificata | non qualificata | non qualificata |
| Jocelyn Joseph Ruperta Charles Monica Stevens Laverne Bryan | Staffetta 4×400 metri | 3'39"32  | 4ª        | non qualificate  | non qualificate  | non qualificate | non qualificate | non qualificate | non qualificate |

### Ciclismo

#### Pista
Maschile
| Atleta          | Evento                  | Posizione | Risultato |
| --------------- | ----------------------- | --------- | --------- |
| Leon Richardson | Chilometro a cronometro | DNF       | DNF       |

| Atleta          | Evento   | Round 1                    | Ripescaggio 1          | Round 2                       | Ripescaggio 2   | Round 3          | Ripescaggio 3   | Quarti               | Semifinale           | Finale / FB          | Finale / FB |
| Atleta          | Evento   | Avversario Tempo           | Tempo                  | Avversario Tempo              | Tempo           | Avversario Tempo | Tempo           | Avversario Risultato | Avversario Risultato | Avversario Risultato | Pos.        |
| --------------- | -------- | -------------------------- | ---------------------- | ----------------------------- | --------------- | ---------------- | --------------- | -------------------- | -------------------- | -------------------- | ----------- |
| Brian Lyn       | Velocità | Sella (ITA) Steele (NZL) P | Sakamoto (NZL) P 11,35 | Jamur (ITA) Joseph (NZL) P    | non qualificato | non qualificato  | non qualificato | non qualificato      | non qualificato      | non qualificato      | 25º         |
| Leon Richardson | Velocità | Gorski (USA) P 10,87       | Iannone (ARG) P 11,51  | Rainsford (AUS) Isler (SUI) P | non qualificato | non qualificato  | non qualificato | non qualificato      | non qualificato      | non qualificato      | 27º         |

| Atleta        | Evento        | Qualificazioni | Qualificazioni | Finale          | Finale          |
| Atleta        | Evento        | Risultato      | Posizione      | Risultato       | Posizione       |
| ------------- | ------------- | -------------- | -------------- | --------------- | --------------- |
| Elisha Hughes | Corsa a punti | DNF            | DNF            | non qualificato | non qualificato |

### Vela
Maschile
| Atleta     | Evento    | Gara | Gara | Gara | Gara | Gara | Gara | Gara | Punti | Posizione |
| Atleta     | Evento    | 1    | 2    | 3    | 4    | 5    | 6    | 7    | Punti | Posizione |
| ---------- | --------- | ---- | ---- | ---- | ---- | ---- | ---- | ---- | ----- | --------- |
| Inigo Ross | Sailboard | 28º  | 29º  | 26º  | 34º  | 27º  | 29º  | 30º  | 205   | 30º       |